# Treat Williams
Richard Treat Williams (Stamford (Connecticut), 1 december 1951 – Albany (New York), 12 juni 2023) was een Amerikaanse acteur.

## Loopbaan
Zijn bekendheid begon met de filmversie van de musical Hair van Miloš Forman (1979). Daarna speelde hij in meer dan 75 films, zoals 1941 (1979), Once Upon a Time in America (1984), Dead Heat (1988), Things to Do in Denver When You're Dead (1995) en Deep Rising (1998).
Williams werd genomineerd voor een Golden Globe Award voor zijn rol in Hair. Hij verwierf een tweede Golden Globe-nominatie voor zijn rol van Daniel Ciello in de film Prince of the City van Sidney Lumet. De derde nominatie was voor zijn rol van Stanley Kowalski in A Streetcar Named Desire. In 1996 werd hij genomineerd voor een Emmy award voor beste acteur voor zijn werk in The Late Shift.
Williams was ook bekend om zijn theaterrollen. Hij won een Drama League Award voor zijn rol in Stephen Sondheims Follies en een andere prijs voor Captain Courageous. Op theatergebied stond hij niet alleen op de planken in New York. Hij speelde ook in de premièrevoorstelling van Love Letters in Los Angeles en had een rol in War Letters in het Canon Theatre, eveneens in Los Angeles.
In de periode tussen 2002 en 2006 speelde hij in de serie Everwood de rol van Andrew Brown, een neurochirurg die na de dood van zijn vrouw met zijn zoon en dochter verhuist naar het fictieve Everwood in Colorado. Hij kreeg hiervoor in 2003 en 2004 twee Screen Actors Guild Awards.
Hij woonde tot aan zijn dood met zijn vrouw en twee kinderen in New York, maar had tevens een huis in Utah, waar de opnamen van Everwood plaatsvonden.
Op 12 juni 2023 overleed hij, op 71-jarige leeftijd, na een motorongeval.

## Filmografie
| - Run Hide Fight (2020) - Operation Rogue (2014) - In the Blood (2014) - Barefoot (2014) - Age of Dinosaurs (2013) - Flores Raras (2013) - Deadfall (2012) - Attack of the 50 Foot Cheerleader (2012) - Oba: The Last Samurai (2011) - A Little Bit of Heaven (2011) - L'estate di Martino (2010) - 127 Hours (2010) - Howl (2010) - Maskerade (2010) - What Happens in Vegas... (2008) - Front of the class (2008) - Il nascondiglio (2007) - Moola (2007) - Miss Congeniality 2: Armed & Fabulous (2005) - Hollywood Ending (2002) - Venomous (2002) - Gale Force (2002) (V) - Skeletons in the Closet (2001) - The Substitute: Failure Is Not an Option (2001) (V) - The Fraternity (2001) - Critical Mass (2000) - Extreme Limits (2000) - The Substitute 2: School's Out (1998) - Deep Rising (1998) | - The Devil's Own (1997) - The Phantom (1996) - Mulholland Falls (1996) - Things to Do in Denver When You're Dead (1995) - The Taming Power of the Small (1995) - Mister Dog (1995) - Where the Rivers Flow North (1994) - Hand Gun (1994) - Oltre l'oceano (1990) - Russicum - I giorni del diavolo (1989) - Heart of Dixie (1989) - Dead Heat (1988) - Sweet Lies (1988) - La Notte degli squali (1987) - The Men's Club (1986) - Smooth Talk (1985) - Flashpoint (1984) - Once Upon a Time in America (1984) - Stangata napoletana (1983) - The Pursuit of D. B. Cooper (1981) - Prince of the City (1981) - Why Would I Lie? (1980) - Star Wars: Episode V: The Empire Strikes Back (1980) - 1941 (1979) - Hair (1979) - The Ritz (1976) - The Eagle Has Landed (1976) - Deadly Hero (1976) |

## Televisie
- Chesapeake Shores (2016-2022)
- Chicago Fire (2013-2018)
- Everwood (2002–2006)
- Going to California (2002)
- Guilty Hearts (2002)
- UC: Undercover (2002)
- Journey to the Center of the Earth (1999)
- The Substitute 3: Winner Takes All (1999)
- 36 Hours to Die (1999)
- The Deep End of the Ocean (1999)
- Every Mother's Worst Fear (1998)
- Escape: Human Cargo (1998)
- The Late Shift (1996)
- Johnny's Girl (1995)
- In the Shadow of Evil (1995)
- Texan (1994)
- Parallel Lives (1994)
- Vault of Horror I (1994)
- Good Advice (1993)
- Road to Avonlea (1993)
- Bonds of Love (1993)
- Deadly Matrimony (1992)
- The Water Engine (1992)
- Tales from the Crypt (1992)
- Till Death Us Do Part (1992)
- Batman: The Animated Series (1992)
- Final Verdict (1991)
- Eddie Dodd (1991)
- Max and Helen (1990)
- Drug Wars: The Camarena Story (1990)
- Third Degree Burn (1989)
- Echoes in the Darkness (1987)
- Faerie Tale Theatre (1987)
- J. Edgar Hoover (1987)
- Some Men Need Help (1985)
- A Streetcar Named Desire (1984)
- Dempsey (1983)